# Bad Gams
Bad Gams is een gemeente in de Oostenrijkse deelstaat Stiermarken, en maakt deel uit van het district Deutschlandsberg.
Bad Gams telt 2288 inwoners.
Bad Schwanberg ·
Deutschlandsberg ·
Eibiswald ·
Frauental an der Laßnitz ·
Groß Sankt Florian ·
Lannach ·
Pölfing-Brunn ·
Preding ·
Sankt Josef (Weststeiermark) ·
Sankt Martin im Sulmtal ·
Sankt Peter im Sulmtal ·
Sankt Stefan ob Stainz ·
Stainz ·
Wettmannstätten ·
Wies
- Gemeinsame Normdatei: 4997313-7
- Library of Congress Control Number: n93049890
- MusicBrainz: 4b8f5faa-f964-4508-99b0-3d8ee4cc4b8f
- Nationale Bibliotheek van Israël: 987007533129005171
- Virtual International Authority File: 146730007